# Pokrovski (Otrádnaya, Krasnodar)
Pokrovski (del ruso: Покровский) es un jútor del raión de Otrádnaya del krai de Krasnodar, en Rusia. Está situado en un área premontañosa y boscosa de las vertientes septentrionales del Cáucaso Norte, en la orilla derecha del río Urup, afluente del Kubán, frente a Otrádnaya y 215 km al sureste de Krasnodar, la capital del krai. Tenía 58 habitantes en 2010.
Pertenece al municipio Otrádnenskoye.